# Marie-France Roquebert
Marie-France Roquebert (Tolón, 2 de septiembre de 1940) es una botánica, micóloga, conservadora, profesora, taxónoma, y exploradora francesa. Desarrolla actividades académicas y científicas, como profesora adjunta y directora del Laboratorio de Criptógamas del Museo Nacional de Historia Natural de Francia; y, profesora titular en 1992.

## Biografía
En 1980, realizó la defensa de su tesis obteniendo el doctorado en Ciencias.
El 22 de diciembre de 1962, se casó en París, con Hubert de Gestas de Lesperoux.

## Algunas publicaciones
- j. Dupont, l. Bettucci, f. Pietra, d. laurent, marie-France Roquebert, m.j. Charpentie. 2002. Acremonium neocaledoniae, a new species from wood in the southern lagoon of New Caledonia. Mycotaxon 75: 349 - 356.
- l. Bettucci, a. Correa, marie-France Roquebert. 1996. Trichorzianins activity on mycelial growth of Sclerotium cepivorum under laboratory conditions. Cryptogamie. Micologie 17: 123 - 128.
- ------------, marie-France Roquebert. 1995. Microfungi from a tropical rainforest litter and soil: a preliminary study. Nova Hedwigia, Zeitschrift Für Kryptogamenkunde 61: 111 - 118.
- a. Correa, s. Rebuffat, j. Bodo, j. Dupont, marie-France Roquebert, l. Bettucci. 1995. In vitro inhibitory activity of trichorzianes from Trichoderma harzianum on mycelial growth of Sclerotium rolfsii. Cryptogamie. Micologie 16: 185 - 190.
- s. Rebuffat, m. Massias, c. Auvin-Guette, j. Bodo, marie-France Roquebert, a. Correa, l. Bettucci. 1993. Sequence and conformation of harzianins HC, 15-residue membrane-active peptides from Trichoderma harzianum. Evento: Internacional , 22ª European Peptide Symposium, Interlaken, Peptides 1992, 156, 158.
- c. Rodríguez, l. Bettucci, marie-France Roquebert. 1990. Fungal communities of volcanic ash soils along an altitudinal gradient in Mexico.I. Composition and organization. Pedobiologia 34: 51 - 59.
- l. Bettucci, c. Rodríguez, marie-France Roquebert. 1990. Fungal communities of volcanic ash soils along an altitudinal gradient in Mexico. II. Vertical distribution. Pedobiologia 34: 51 - 59.
- -------------, -------------, ----------------------. 1990. Fungal communities of volcanic ash soils along an altitudinal gradient in Mexico. III. Seasonal variation. Pedobiologia 34: 61 - 67.
- marie-France Roquebert, m.j. Charpentie. 1975. Remarques sur les criteres d' identification des genres Dactylaria et Sympodiophora. Rev. Mycol. 38: 124-128.

### Libros
- marie-France Roquebert. 2002. Les contaminants biologiques des biens culturels, v. 2 de Collection Patrimoine. Ed. Marie-France Roquebert, publicó Elsevier, 419 p. ISBN 2842993225, ISBN 9782842993221
- dominique Laurent, graziano Guella, marie-France Roquebert, fabrice Farinole, ines Mancini, francesco Pietra. 2000. Cytotoxins, Mycotoxins and Drugs from a New Deuteromycete, Acremonium neo-caledoniae, from the Southwestern Lagoon of New Caledonia. Planta Med 66 (1): 63-66 DOI 10.1055/s-2000-11110 resumen y 1ª p.
- ------------------------. 1986. Moisissure: nuisances et biotechnologies, v. 8 de Collection "Science et découvertes". Ed. Le Rocher, 117 p. ISBN 2268004694, ISBN 9782268004693
- ------------------------. 1981. Analyse des phénomènes pariétaux au cours de la conidiogenèse chez quelques champignons microscopiques, v. 28 (28-30) de Mémoires. Nouvelle série B: Botanique, Muséum national d'histoire naturelle (France). Publicó Ediciones del Muséum, 79 p.
- ------------------------. 1981. Titres et travaux scientifiques de Marie-France Roquebert, 32 p.

## Membresías
- de la Société Botanique de France[3]